# Katsuwonus pelamis

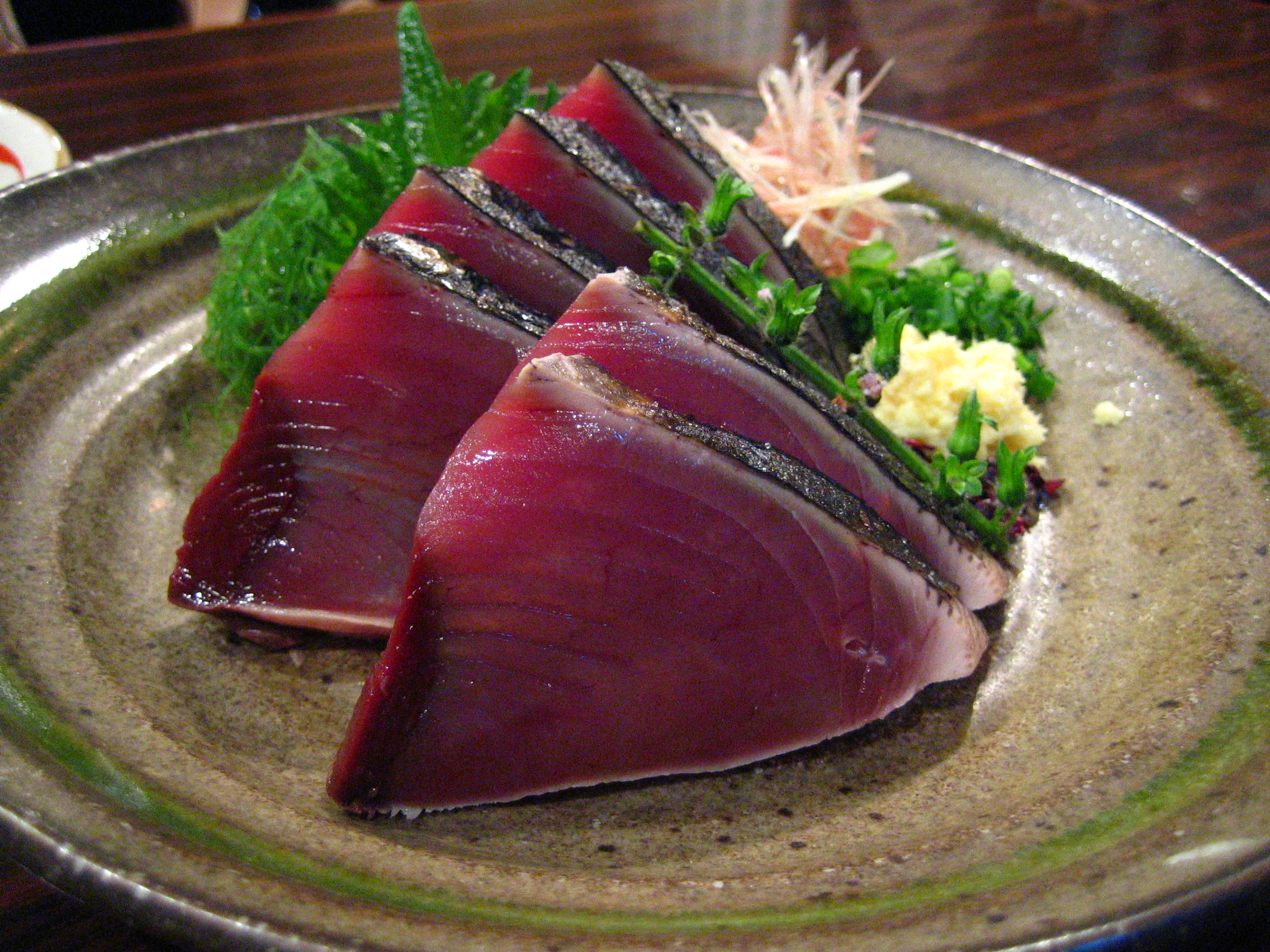
Katsuo no Tataki

Katsuwonus pelamis es una especie de peces de la familia Scombridae en el orden de los Perciformes. Se le conoce con los nombres de Listado, Rayado y Bonito. Sus tres nombres oficiales nombre F.A.O. son: Listado en español; Skipjack tuna en inglés y Bonite à ventre rayé en francés. En Chile se le conoce como atún listado, barrilete, cachurreta o auhopu.

## Morfología
Es un pez fusiforme y robusto. Tiene tres aletas dorsales, con una corta distancia entre ellas. Tras la segunda aleta dorsal y la aleta anal dispone de 7 a 9 pínulas. Las pectorales son cortas, no sobrepasando la vertical del punto medio de la primera dorsal. En el pedúnculo caudal presenta una quilla a cada lado.
Coloración: Dorso azul oscuro; flancos y vientre plateados, con 4 a 6 líneas longitudinales oscuras. Los machos pueden llegar alcanzar los 110 cm de longitud total y los 34,5 kg de peso.

## Distribución geográfica
Es una especie cosmopolita en mares y océanos  tropicales y templados, excepto el Mediterráneo oriental y el Mar Negro. Habita en aguas superficiales, litorales y oceánicas formando cardúmenes; a veces se acerca mucho a la costa. Especie migratoria que aparece en Canarias en primavera-otoño aportando el mayor volumen de capturas de túnidos dicho archipiélago. Los métodos de pesca son anzuelo con cebo vivo, pluma, curricán.

## Gastronomía
Es un tipo de pescado con la carne firme, roja y muy agradable al paladar. Cortado en filetes frescos, una manera de prepararlo es a la brasa o, a la plancha.
Es un pez muy apreciado en Japón donde se conoce como katsuo (カツオ o bien 鰹), nombre que ha dado origen al género Katsuwonus. Su carne se come cruda, curada o cocinada. También se aprecian las tripas.
Con este pez se prepara el "katsuo no shiokara", una pasta (shiokara) que tiene un sabor que recuerda a las anchoas saladas de la cocina mediterránea, pero con una textura muy diferente. También se usa en el "katsuo no tataki", un plato que se prepara pasando por la llama el coroncoro y acompañándolo de cebolleta, jengibre, ajo y Ponzu.
Este pescado también se utiliza para hacer los "Katsuobushi" (virutas de atún ahumado y secado), muy importantes como condimento de muchísimos platos de la cocina japonesa, como el dashi (だし), caldo de pescado fundamental en la cocina japonesa.